# تايلر ديفيس
تايلر ديفيس (22 مايو 1997 في الولايات المتحدة - ) (بالإنجليزية: Tyler Davis)‏ هو لاعب كرة سلة أمريكي في مركز الوسط.

## وصلات خارجية
- تايلر ديفيس على موقع الاتحاد الدولي لكرة السلة (الإنجليزية)
- تايلر ديفيس على موقع إن بي أي (الإنجليزية)
- تايلر ديفيس على موقع سبورتس رفرنس (الإنجليزية)
- تايلر ديفيس على موقع كرة السلة الأوروبية.كوم (الإنجليزية)
- تايلر ديفيس على موقع كلية كرة السلة في سبورتس رفرنس.كوم (الإنجليزية)
- تايلر ديفيس على موقع ريلجم (الإنجليزية)
- تايلر ديفيس على موقع بروبوليرز (الإنجليزية)
- تايلر ديفيس على موقع سبورتس رفرنس (الإنجليزية)